# Anna Ilska-Gruchot
Anna Ilska-Gruchot (ur. 7 września 1975 w Ostrowie Wielkopolskim) – polska rzeźbiarka.
Studiowała na poznańskiej Akademii Sztuk Plastycznych – dyplom z wyróżnieniem w pracowni prof. Józefa Petruka.
Tworzy małe formy rzeźbiarskie. Jest również autorką prac łączących słowa i przedmioty, m.in. Haiku ex machina, eksponowanej w Centrum Kultury Zamek podczas festiwalu Poznań Poetów 2017.
Prace pokazywała m.in. na wystawach indywidualnych:
- w Galerii 33 w Ostrowie Wielkopolskim (2014)[3],
- w Galerii Centralne Oko (Ciekawość 2017[4][5]),
- w Galerii Sztuki Współczesnej w Ostrowie Wielkopolskim  (Przeczucia 2019),
- w Muzeum Książki Artystycznej w Łodzi (Przeczucia 2020)[6]   i zbiorowych:

- w Centrum Aktywności Społecznej „Karmel” w Strzegomiu (Przestrzeń Wspólna 2018)[7],
- w Galerii 33 w Ostrowie Wielkopolskim (Barwy Wolności – Znane i Nieznane 2020[8]),
- w Galerii Sztuki Rozruch w Poznaniu (Nietrwałe 2021[9]).